# Dorothea Maria Müller
Dorothea Maria Müller (* 13. Januar 1985 in Nördlingen) ist eine deutsche Theaterschauspielerin.

## Leben
Anfangs wuchs Müller in Baden-Württemberg auf und später in Hilpoltstein.
Nach dem Abitur lernte sie den Beruf der Versicherungskauffrau. 2011 schloss sie ihre Ausbildung an der Stage School Hamburg mit der Bühnenreifeprüfung ab.
Müller spielte am Staatstheater Nürnberg, am Stadttheater Bremerhaven, am Schlosstheater Fulda, am Theater Lüneburg und dem Staatstheater Darmstadt. Sie war Darstellerin bei den Brüder Grimm Festspielen Hanau.
Im November 2020 heiratet sie ihren Lebensgefährten und wurde im Dezember 2020 Mutter einer Tochter.

## Engagements
- 2013–2014: Jeannie in Hair, Nordharzer Städtebundtheater
- 2013–2014: Janet Weiss / Phantom in The Rocky Horror Show, Staatstheater Nürnberg
- 2013–2014: Maureen Johnson in RENT, Grünspan Hamburg
- 2014–2015: Anita in West Side Story, Stadttheater Bremerhaven
- 2015: Lucy Harris in Jekyll & Hyde, Theater Osnabrück
- 2015–2016: Reno Sweeney in Anything Goes, Stadttheater Bremerhaven
- 2015–2016: Eliza Doolittle (alternierend) in My Fair Lady, Theater Osnabrück
- 2016: Sally Bowles in Cabaret, Staatstheater Darmstadt
- 2016: Mutter / Mary Cullen (alternierend) in Der Medicus – Das Musical (UA), spotlight Musicals
- 2016–2017: Eva Peron in Evita, Stadttheater Lüneburg
- 2017: Sie in Tell Me On a Sunday, Stadttheater Lüneburg
- 2017: Alice Beineke (alternierend) in The Addams Family, Theater Osnabrück
- 2017–2018: Inez in Zorro, Stadttheater Bremerhaven
- 2018: Sara in Murder Ballad(DE), Stadttheater Lüneburg
- 2018: Inge in Aus Tradition anders (DE), Staatstheater Darmstadt
- 2018: Annette in Saturday Night Fever, Freilichtspiele Schwäbisch Hall
- 2018–2019: Bonnie Parker in Bonnie & Clyde, Theater Lüneburg
- 2019: Sally Bowles in Cabaret, Stadttheater Bremerhaven
- 2019: Frau Menzel / Lisa Wartberg in Ich war noch niemals in New York, Thunerseespiele
- 2019–2020: Larissa Guichard (Lara) in Dr. Schiwago, Theater Lüneburg
- 2021: Prinzessin in Das tapfere Schneiderlein (UA), Brüder Grimm Festspiele Hanau